# NGC 3554
NGC 3554 este o radiogalaxie situată în constelația Ursa Mare. A fost descoperită în 24 decembrie 1827 de către John Herschel. Se află la o distanță de 125,57 de megaparseci de Pământ.